# Villa Valiante
Die Villa Valiante ist ein Landhaus aus dem 18. Jahrhundert im Bereich der Colli Aminei in Neapel in der italienischen Region Kampanien. Sie liegt in der Via Serbatoio dello Scudillo, 8.

## Geschichte und Beschreibung
Das Haus gehörte zunächst der Baronesse Turini in Valiante. Es besitzt eine Architektur, die sich zwischen einem klassischen Vorortpalast und einer Villa zuordnen lässt. Die Fundamente passen sich dem Gelände mit seinen Höhenunterschieden an.
Die Aussichtsterrasse, begrenzt durch ein Geländer mit Pfeilern aus Piperno, befand sich in der Mitte der beschriebenen Architektur. Dort gab es auch eine Kapelle, die mit dorischen Motiven dekoriert war. Im 19. Jahrhundert wurde das Gebäude radikal im romantischen Stil umgestaltet sowie später weitere Ergänzungen und Umbauten vorgenommen.
In dem Komplex ist heute ein religiöses Lehrinstitut untergebracht.